# 临颍站
臨潁站位于中华人民共和国河南省漯河市临颍县城关街道，前名臨潁县站，離北京西站811公里，離廣州站1493公里，于1904年启用，是京廣铁路的三等站，隶属中国铁路郑州局集团郑州车务段管辖，远期规划郑信城际铁路经由本站。
车站目前办理：客运：办理旅客乘降；行李、包裹托运；货运：办理整车、零担货物发到；办理整车货物承运前保管。

## 历史
- 1904年：臨潁站建成通車启用。

## 旅客列车目的地
截至2025年7月，临颍站每日停靠2列旅客列车，车次及目的地如下表：
| 目的地   | 车次 | 所属路局           |
| -------- | ---- | ------------------ |
| 广州白云 | K225 | 中国铁路兰州局集团 |
| 兰州     | K226 | 中国铁路兰州局集团 |
| 长春     | T124 | 中国铁路沈阳局集团 |